# Chris Cheek
Pour les articles homonymes, voir Cheek.
Chris Cheek, né le 16 septembre 1968 à Saint-Louis (Missouri), est un saxophoniste de jazz américain.

## Biographie
Chris Cheek a travaillé comme musicien de studio sur plus de soixante albums et a été leader pour quatre albums solo.

### Formation
- Berklee College of Music
- Université de Webster